# Casa de Borbó-Parma

Bandera del Ducat de Parma.

Escut del Ducat de Parma.

La casa de Borbó-Parma fou la branca borbònica espanyola que regnà de 1748 el 1859 en el ducat de Parma, Piacenza i Guastalla, territoris situats en el marge dret del riu Po a partir del Piemont. Un cop mort sense descendència directa Antonio Farnese, el darrer dels Ducs de Parma d'aquesta branca, Isabel Farnese, segona esposa de Felip V d'Espanya, tracta d'exercir el seu millor dret successori per seus fills com neboda del Duc. La política espanyola del regnat de Felip V té un dels seus principals objectius en la recuperació dels territoris italians perduts després de la Guerra de Successió Espanyola i el tractat d'Utrecht a mans d'Àustria. S'aconseguí la designació de Carles (més tard Carles III d'Espanya), fill de Felip V d'Espanya i Isabel Farnese, com Duc de Parma el 1732. A conseqüència de la Guerra de Successió de Polònia, Carles aconseguí de part austríaca el Regne de Nàpols en 1735. La contraprestació és el lliurament del ducat a Àustria en 1735. El domini austríac sobre el ducat només durà fins al Tractat d'Aquisgrà (1748), que el reintegra en mans dels Borbons espanyols, a partir d'aquest moment casa de Borbó-Parma. Felip, duc de Parma, fill de Felip V i Isabel Farnese, assumeix els ducats de Parma, Piacenza i Guastalla com regnant d'aquests en 1748. D'aquesta manera Isabel Farnese veu satisfetes les seves aspiracions en ubicar en trons als seus fills, no obstant això, les seves aspiracions es veuran superades en accedir al tron d'Espanya el seu fill Carles després de la mort del seu germanastre el 1759.